# جيش الإنقاذ

شعار جيش الإنقاذ وتظهر شعار الخنجر العربي تطعن في قلب الشعار الإسرائيلي.

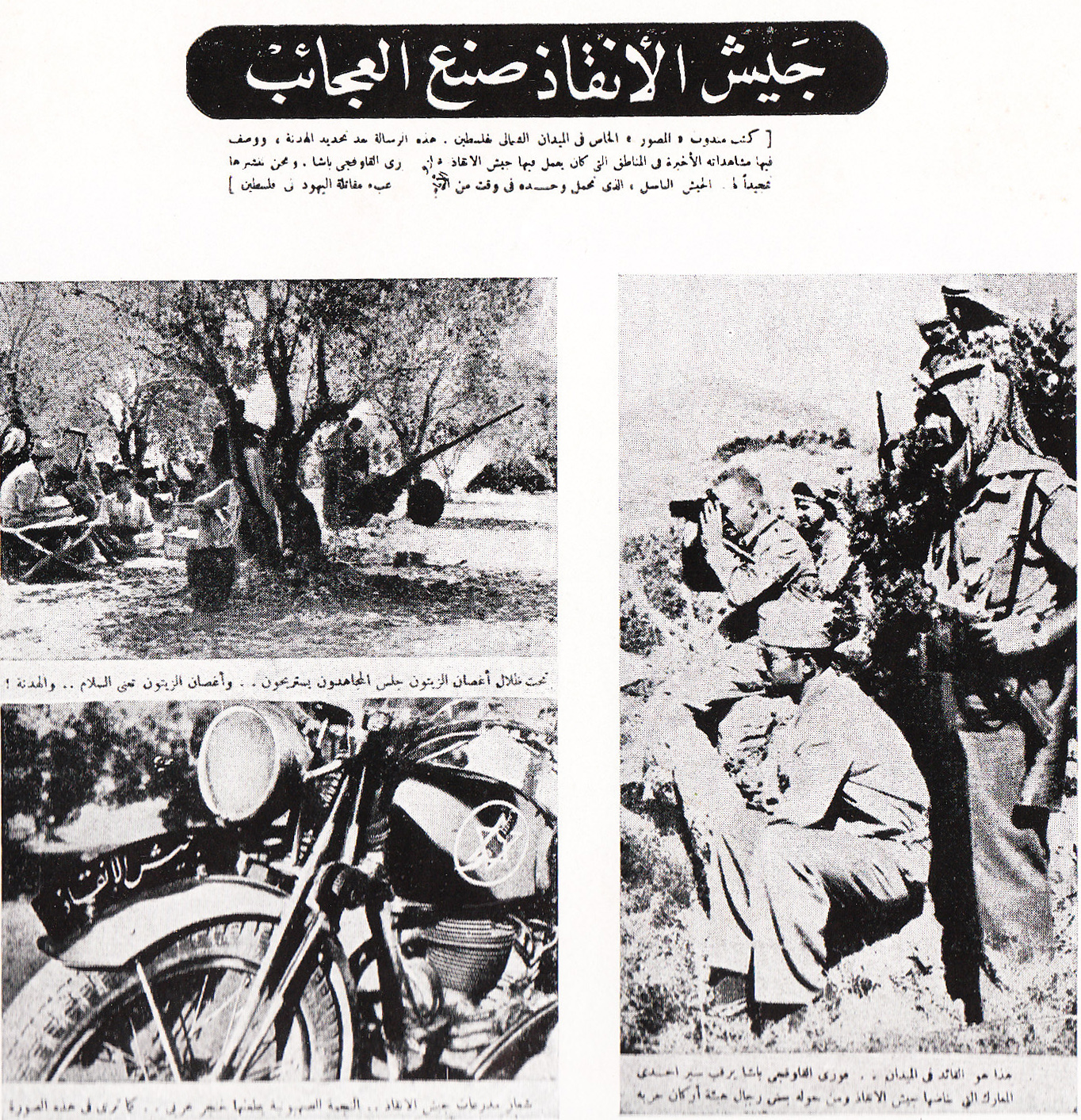
قصاصة إعلامية تنشرها جيش الإنقاذ

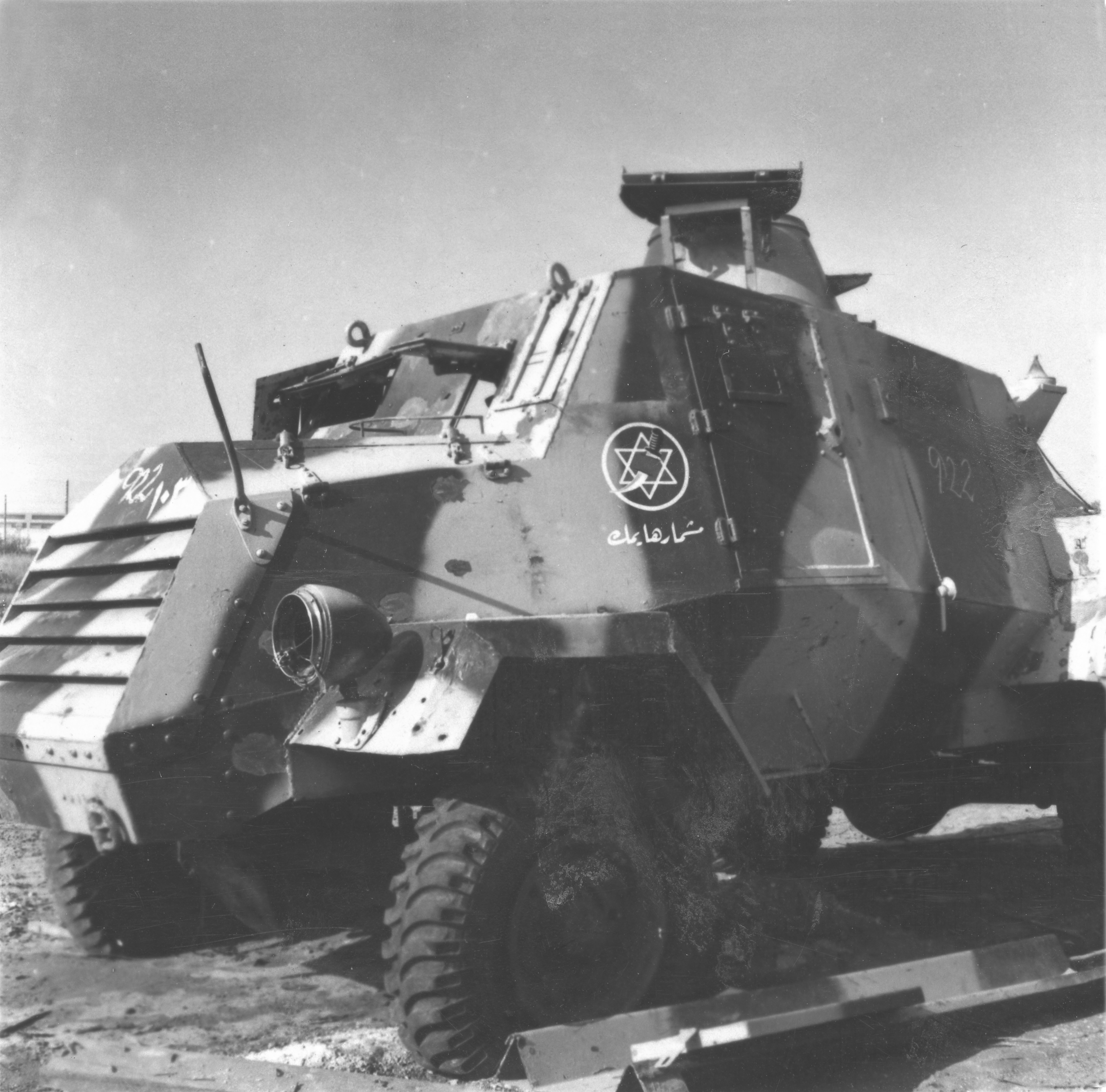
مدرعة تابعة لجيش الإنقاذ أسرها مجاميع هاغاناه الإسرائيلي.

جيش الإنقاذ هو جيش المتطوعين الذي شكلته الجامعة العربية في ديسمبر 1947 للتدخل عسكريا ومساعدة الفلسطينيين في مقاومة قرار الأمم المتحدة تقسيم فلسطين وإنشاء دولتين يهودية وفلسطينية بناءً على توصية من بريطانيا، تحت قيادة فوزي القاوقجي. وقد أطلق عليه في البداية اسم جيش التحرير ثم غير الاسم إلى جيش الإنقاذ. تألف الجيش من ثماني كتائب قادها مجاهدون من سوريا والعراق وفلسطين، وضم نحو 7700 متطوع منهم 2500 من داخل فلسطين، وباقي المتطوعين من البلاد العربية والإسلامية، ونال هؤلاء المتطوعين قسطا من تدريبهم في معسكرات قطنا في سوريا.
بدأت كتائب جيش الإنقاذ بالتوافد إلى فلسطين في يناير 1948 وشنت هجمات فاشلة على عدد من المستوطنات اليهودية، قبل دخول المجاهد فوزي القاوقجي إلى فلسطين يوم 7 مارس ذلك العام، ليتولى قيادة كتائب جيش الإنقاذ في جنين ونابلس وطولكرم.
استطاع جيش الإنقاذ القيام بدور جيد في إدارة بعض المعارك المهمة، وكان يفتقر إلى هيئة أركان عامة، وعانى من قلة عدد الضباط ورداءة السلاح وقلة عدد الجنود وضعف تدريبهم العسكري. ورغم الخسائر المريرة التي تعرض لها جيش الإنقاذ فإن أفراده كانوا مجاهدين أشداء يشهد لهم ما ورد في تاريخ الهاغاناة؛ حيث يقول قادة الهاغاناة إن جيش الإنقاذ العربي استطاع صد هجوم لوحدة تابعة لها استهدف قريتي الكساير وهوشة يوم 14 إبريل ونجح في إجبارها على الانسحاب.

## أسباب الهزيمة
انسحب القاوقجي من فلسطين يوم 25 تموز عام 48 بعد أن أخفق جيشه في معظم المعارك التي خاضها ولم يحل دون سقوط طبريا وحيفا وعكا ويافا بأيدي اليهود. وقد كانت الهدنة التي فرضها مجلس الأمن من أسباب الهزيمة في قلب الموازين لصالح إسرائيل بعد أن كان الوضع الإستراتيجي والعسكري لصالح العرب، حيث ساعدت العصابات الصهيونية في إعادة ترتيب أوراقها وإعادة استعدادها العسكري، وأعادت تنظيم قواتها وتدريبها، ومدها بالعتاد الحربي. ومن الجانب الآخر فإن القوات العربية النظامية المشاركة في المعركة، تفاعلت من منطلق مصالح بلادها الوطنية، وليس من منطلقات عروبية كلية، كما افتقدت الأنظمة المشاركة الثقة في بعضها البعض ورفضت وضع قواتها تحت قيادة دولة أخرى وهو ما انعكس على ضعف إدارة المعركة”.

## الأفواج
وتكونت وحدات جيش الإنقاذ من لوائين في ثمانية أفواج:
- 1. فوج اليرموك الأول: وتكون من ثلاث سرايا بمجموع 500 متطوع بقيادة عمار حسك.
- 2. فوج اليرموك الثاني: وتكون ثلاث سرايا بمجموع 700-800 متطوع بقيادة غسان جديد.
- 3. فوج اليرموك الثالث: وتكون من سريتين 850 متطوع بقيادة مهدي صالح.
- 4. فوج حطين: ثلاث سرايا وعدد أفرادها 500.
- 5. فوج الحسين (الفوج العراقي): ثلاث سرايا وعدد الأفراد 500.
- 6. فوج جبل الدروز: وتكون من ثلاث سرايا بلغ عدد أفرادها 500.
- 7. فوج القادسية: وتكون من ثلاث سرايا بلغ عدد أفرادها 450.
- إضافة لأربع سرايا مستقلة غير تابعة لأي فوج، عدد أفرادها حوالي 450 فرد.

زيدت فيما بعد قواته لتصل إلى 7,700 منهم 5,200 من مختلف البلاد العربية وبعض الأجانب، ونحو 2500 من مجاهدي فلسطين.